# Nos souvenirs (chanson)
Singles de Mireille Mathieu
Tu chanteras demain
(1982) Trois milliards de gens sur Terre
(1982)
Nos souvenirs est une chanson de la chanteuse française Mireille Mathieu sortie en France en 1982 chez Philips. Le disque sera la 90e meilleure vente de 45 tours en 1982 en France. Cette chanson est la version française de Memory, interprétée par Barbra Streisand et issue de la comédie musicale Cats grâce aux paroles d'Eddy Marnay.
La face B du disque, Molière, est une chanson sur le dramaturge du XVIIe siècle Molière.